# Odorrana tormota
Ếch tai lõm (Danh pháp khoa học: Odorrana tormota) là một loài ếch trong họ Ranidae, chúng là loài bản địa của Trung Quốc được tìm thấy ở vùng Hoàng Sơn. Chúng có khả năng phát tiếng kêu đặc biệt để mời gọi bạn tình.

## Đặc điểm
Loài ếch này sống trong một môi trường ồn ào, ở những bụi cây rậm rạp bên bờ suối nước nóng Hoàng Sơn là vùng trung tâm Trung Quốc, nơi mà những thác nước và dòng chảy cuồn cuộn tạo nên những âm thanh ồn ã. Chúng là loài ăn đêm có thể nhảy xa gấp 30 lần chiều dài cơ thể. Loài ếch này có màng nhĩ sâu, cấu trúc màng nhĩ sâu, có độ dày bằng 1/30 những con ếch thông thường, cho phép chúng nghe được những âm thanh có tần số cao, cấu trúc tai bất thường và những tiếng gọi có âm vực cao rất có khả năng là sự tiến hóa để thích nghi với môi trường ồn ào. Hiện mới biết đến hai loài ếch tai lõm là một loài ếch tai lõm khác tại Đông Nam Á có đôi tai lõm hình lòng chảo, các loài khác đều có màng nhĩ trên bề mặt cơ thể.

## Tiếng kêu
Những con ếch cái tai lõm sống ở những vùng nước xiết có một cách khác để bày tỏ ý thích của mình, những con ếch phát ra một tiếng chiêm chiếp âm vực cao mà đôi tai của con người chúng ta nghe như tiếng chim hót. Đây là một trong số những phát hiện lạ thường liên quan đến loài ếch. Những con ếch đực phát ra và đáp lại những âm thanh chiêm chiếp khác thường từ những con đực khác. Những âm thanh này có thể nghe thấy, những cũng có năng lượng siêu âm. Những thác nước và dòng suối tạo ra những tiếng ồn đều đặn phần lớn có tần số thấp hơn âm thanh do loài ếch này phát ra. Các loài ếch khác có thể nghe được hầu hết các loại âm thanh kể cả âm thanh với tần số siêu âm phát ra từ những con ếch này.
Một con ếch này truyền đi thông điệp của mình ở một vài tần số khác nhau cùng một lúc, với thời gian xen giữa những họa âm, giống như một hợp âm được gảy cùng một lúc trên nhiều dây, ếch cái phát ra âm thanh nối từ tần số nghe được và tần số siêu âm, trong điều kiện phòng thí nghiệm, chúng chỉ phát ra những âm thanh này khi đang mang trứng. Những con đực được cho nghe những tiếng gọi của con cái phản ứng khá nhạy, thường kêu chiêm chiếp trong vòng một phần nhỏ của một giây đồng hồ. Phản ứng của những con đực là tức thời ngay sau tác nhân kích thích, những con đực thường kêu chiêm chiếp và nhảy thẳng đến vùng có tiếng gọi của con cái, khả năng tìm đến nơi có tiếng gọi của chúng chính xác. Một con đực có thể nhảy đến nơi có tiếng gọi với độ chính xác đến hơn 99%, khoảng cách giữa hai tai ngắn làm cho khả năng khoanh vùng âm thanh của loài ếch này càng thêm tốt.